# Fortuna Bay
Die Fortuna Bay ist eine 1,5 km breite und 5 km lange Bucht an der Nordküste Südgeorgiens. Ihre Einfahrt liegt zwischen dem Kap Best und dem Robertson Point.
Der norwegische Walfangunternehmer und Antarktisforscher Carl Anton Larsen benannte die Bucht nach seinem Schiff Fortuna, mit dem er zwischen 1904 und 1905 in den Gewässern um Südgeorgien unterwegs war.